# Гладиатор (фильм, 2000)
«Гладиатор» (англ. Gladiator) — художественный фильм в жанре исторической драмы, поставленный режиссёром Ридли Скоттом по сценарию Дэвида Францони, Джона Логана и Уильяма Николсона. В главных ролях снялись Рассел Кроу, Хоакин Феникс, Конни Нильсен, Томас Арана, Ральф Мёллер, Оливер Рид (в своей последней роли), Джимон Хонсу, Дерек Джекоби, Джон Шрапнел, Ричард Харрис и Томми Флэнаган. Рассел Кроу в роли римского полководца Максимуса Децима Меридиуса, которого предают, когда Коммод, амбициозный сын императора Марка Аврелия, убивает своего отца и захватывает трон. Обращённый в рабство, Максимус становится гладиатором и поднимается по служебной лестнице на арене, чтобы отомстить за убийства своей семьи и своего императора.
Премьера фильма состоялась 1 мая 2000 года в Лос-Анджелесе. Фильм вышел в кинопрокат 5 мая 2000 года в Лос-Анджелесе и Нью-Йорке, 12 мая 2000 года в Лондоне. Дистрибьютерами выступили компании DreamWorks Pictures в Северной Америке и Universal Pictures на международном уровне через United International Pictures.

## Сюжет
180 год н. э. Римские войска под командованием полководца Максимуса готовятся дать генеральное сражение германским варварам у Виндобона и положить конец затяжной войне. В ходе ожесточённого боя, Максимус во главе конного отряда наносит решающий удар в тыл противника. Война окончена, к облегчению присутствующего при войске императора Марка Аврелия. Максимус жаждет вернуться в своё поместье в Испанию, где его ждут жена и сын.
В лагерь римлян прибывает сын Марка Аврелия Коммод, чтобы передать поздравления императору от Сената, и дочь императора Луцилла, ищущая встречи как с отцом, так и с Максимусом, который был её любовником во времена, когда воспитывался при дворе Марка Аврелия. Старый император решает передать престол Максимусу, чтобы тот передал власть Сенату, и разросшаяся деспотичная империя преобразовалась обратно в демократическую республику. Марк Аврелий сообщает о своём решении Коммоду; тот тайком убивает отца и объявляет войску о скоропостижной смерти императора и своём восхождении на трон. Максимус отказывается присягнуть убийце и собирается отправиться в Рим, чтобы рассказать Сенату об истинной воле покойного императора. Коммод приказывает уничтожить непокорного полководца и его семью, поручив грязное дело командиру преторианской гвардии соратнику Максимуса, генералу Квинту. Максимус освобождается и убивает преторианцев, но получает ранение. Он спешит домой, но преторианцы успели там побывать, сожгли дом, убили его жену и сына. Работорговцы подбирают обессилевшего Максимуса, посчитав его дезертиром, и продают ланисте Проксимо в город Зухаббар провинции Мавретания Цезарейская, в качестве компенсации за нескольких жирафов, которые не желают спариваться. Гладиаторов сковывают попарно и выводят на бой, отряду Проксимо удаётся победить. Максимус, которого все называют Испанцем, участвует в новых боях и становится любимцем публики, он сближается со своими товарищами — нумидийцем Джубой и германцем Хагеном.
Коммод приезжает в Рим, но ни жители, ни сенаторы ему не рады. Чтобы завоевать популярность, он раздаёт хлеб и устраивает гладиаторские зрелища. Растущие расходы беспокоят оппозиционных сенаторов во главе с сенаторами Гракхом и Гаем, старыми друзьями Марка Аврелия. Они говорят Луцилле, что в Сенате полно сторонников Коммода, в том числе их старый недруг сенатор Фалко, и пытаются заручиться её поддержкой, но та отвечает, что пока генерал Квинт и преторианцы находятся при императоре, а легионы возглавляют верные Коммоду полководцы, предпринимать что-то против императора опасно.
Проксимо и его люди получают приглашение в Рим. Ланиста рассказывает Максимусу, как сражался в Колизее и получил из рук Марка Аврелия деревянный меч (рудис), что сделало его свободным человеком. Проксимо говорит, что истинную власть над римским народом можно получить именно на арене.
Гладиаторы прибывают в Рим, к Максимусу приходит мальчик Луций, сын Луциллы и её погибшего мужа. Устроитель зрелищ Колизея организует «историческое сражение при Заме», где гладиаторам Проксимо, выступающим под видом войска «варвара Ганнибала», уготована роль убойного скота. Однако Максимусу удаётся сплотить людей и истребить противостоящих им «легионеров Сципиона Африканского». Коммод выходит на арену, гладиаторы бросают оружие, но Максимус утаивает обломок стрелы, чтобы пронзить ею Коммода. Увидев, что за Коммодом увязался Луций, он отказывается от своего плана. Император просит героя назвать своё имя, но Максимус отказывается и поворачивается спиной. Оскорблённый Коммод настаивает и Максимус оборачивается и называет себя, обещая отомстить. Зрители поддерживают Максимуса и Коммоду приходится уйти восвояси.
Разъярённый Коммод по наущению Луциллы приказывает казнить двоих своих офицеров Юлиана Красуса и Марка, доложивших ему о казни Максимуса. Луцилла тайком встречается с Максимусом и тот обвиняет её в предательстве, так как она знала, что Коммод убил её отца. Луцилла оправдывается тем, что боялась за жизнь сына и дрожит в страхе перед своим братом. Она говорит, что гладиатор Максимус популярен в народе, в отличие от Коммода, и появляется возможность свергнуть императора с помощью оппозиции в Сенате. Максимус отказывается участвовать в заговоре, считая себя рабом, выступающим на потеху толпе.
Сенатор Фалко подталкивает императора на убийство Максимуса, рассказывая ему о змее, которая лежит, притворяясь раненой, ожидая удобного момента. Опасаясь народного гнева, Коммод не решается открыто покончить с Максимусом и устраивает ему бой с прославленным гладиатором, непобедимым Тигром из Галлии. Несмотря на то, что люди Коммода открыто подыгрывают Тигру, Максимус сокрушает противника, но отказывается подчиниться жесту императора и добить поверженного Тигра. Зрители освистывают императора и восхваляют Максимуса, называя его милосердным. Коммод устанавливает слежку за каждым сенатором. Сенаторы Гракх, Гай и Луцилла, осознав угрозу для Луция, который должен стать наследником престола, составляют заговор. Максимус встречается с Луциллой и Гракхом, и соглашается участвовать в заговоре. Ему нужно поднять свои легионы, стоящие в Остии, недалеко от Рима.
Заметив, что Луций играет в «Максимуса, спасителя Рима», Коммод, угрожая Луцилле, вынуждает её раскрыть заговор. Преторианцы арестовывают Гракха, сенатор Гай погибает. Преторианцы врываются в казарму гладиаторов, закалывают Проксимо, товарищи пытаются дать время Максимусу, чтобы уйти подземным ходом, Хаген погибает в бою. Однако в роще, где его ждёт с лошадьми однополчанин Цицерон, Максимус попадает в засаду преторианцев. Коммод объявляет Луцилле о своём намерении жениться на ней и произвести на свет «наследника чистых кровей», представляя это как проявление своего милосердия.
Коммод решает устроить поединок на мечах с Максимусом на арене Колизея. Перед боем он наносит Максимусу рану кинжалом. Умирающий Максимус видит поля загробного мира и свою семью. Он выбивает меч из рук Коммода. Император требует от окруживших их преторианцев дать ему меч, но те, повинуясь приказу Квинта, убирают мечи в ножны. Коммод выхватывает припрятанный клинок и бросается на Максимуса, но тот хватает его за руку и медленно вонзает нож в императора. Перед смертью Максимус отдаёт Квинту приказ — освободить всех арестованных, в том числе сенатора Гракха и передать власть Сенату, как того хотел Марк Аврелий. Луцилла восклицает: «Стоит ли Рим его жизни? Он верил, стоит. Когда-то мы верили в это, попробуем поверить ещё раз! Он был воином Рима. Воздайте ему почести!»
Джуба закапывает на арене Колизея фигурки жены и сына Максимуса и произносит слова: «Теперь мы свободны. Мы ещё встретимся, но не сейчас».

## В ролях
Обычно я не смотрю фильмы тех режиссеров, с которыми собираюсь работать. Конечно, мальчишкой я видел и «Бегущего по лезвию», и «Чужого» и знал, на что подписываюсь, когда Ридли Скотт предложил мне сняться в «Гладиаторе». Но обычно я сужу о режиссере по тому, можем мы найти общий язык или нет.
| Актёр              | Роль                                                                               |
| ------------------ | ---------------------------------------------------------------------------------- |
| Рассел Кроу        | Максимус, генерал-полководец римских легионов; близкий человек Марка Аврелия       |
| Хоакин Феникс      | Коммод, сын Марка Аврелия; новый император Римской империи.                        |
| Конни Нильсен      | Луцилла, старшая сестра Коммода, дочь Марка Аврелия, бывшая возлюбленная Максимуса |
| Джимон Хонсу       | Джуба, раб, гладиатор                                                              |
| Оливер Рид         | Антониус Проксимо                                                                  |
| Дерек Джейкоби     | сенатор Гракх                                                                      |
| Ричард Харрис      | Римский император Марк Аврелий                                                     |
| Спенсер Трит Кларк | Луций Вер                                                                          |
| Томми Флэнаган     | Цицерон                                                                            |
| Томас Арана        | генерал преторианцев Квинт                                                         |
| Джон Шрапнел       | сенатор Гай                                                                        |
| Дэвид Скофилд      | сенатор Фалко                                                                      |
| Ральф Мёллер       | Хаген                                                                              |
| Свен-Оле Торсен    | Тигр Галльский                                                                     |
| Дэвид Хеммингс     | Кассий                                                                             |
| Омид Джалили       | работорговец                                                                       |
| Джаннина Фачо      | жена Максимуса                                                                     |

## Производство
Вдохновлённый книгой Дэниела П. Мэнникса 1958 года «Те, кто вот-вот умрёт» (впоследствии получившей название «Путь гладиатора») сценарий, первоначально написанный Францони, был приобретён DreamWorks, и Ридли Скотт подписал контракт на режиссуру фильма. Основные съёмки начались в январе 1999 года и завершились в мае того же года, после того, как возник ряд проблем из-за незаконченности сценария. Несколько членов актёрского состава жаловались на качество написания сценария на протяжении девятнадцати недель съёмок в форте Риказоли (Мальта), из-за чего пришлось много переписывать. Производственные сложности ещё больше усугубились, когда Оливер Рид умер от сердечного приступа до завершения производства; британской постпродакшн-компании The Mill, которая курировала CGI-эффекты фильма, затем было поручено создать цифрового двойника тела для оставшихся сцен с участием его персонажа Проксимо.

## Оценки
Несмотря на проблемы с производством, ожидалось[кем?], что «Гладиатор» станет одним из самых успешных фильмов года; после выхода в прокат фильм собрал более 503,1 миллиона долларов по всему миру, став вторым самым кассовым фильмом 2000 года (после «Миссия невыполнима 2»). Критики[кто?] высоко оценили актёрскую игру (особенно игру Кроу и Феникса), режиссуру Скотта, визуальные эффекты, сценарий, последовательность действий, музыкальное сопровождение и производственные ценности, хотя некоторые раскритиковали его несколько мрачный и задумчивый тон. Заслужив многочисленные награды, «Гладиатор» получил пять премий «Оскар» на 73-й церемонии вручения премии «Оскар», в том числе за лучшую картину и лучшую мужскую роль Кроу. «Гладиатор» известен тем, что оживил (или утвердил) карьеру своих актёров и съёмочной группы, повысив Кроу до статуса ведущего актёра и превратив Феникса в знаменитость.
С момента своего выхода «Гладиатор» широко считался[кем?] одним из лучших фильмов 2000-х годов и одним из величайших исторических эпических фильмов, когда-либо снятых. Ему приписывают[кто?] переосмысление жанра «меч и сандалия» после того, как в 1960-х годах популярность жанра пошла на убыль; он возродил интерес к фильмам, посвящённым культурам Древней Греции, Рима и других знаковых периодов мировой истории. Несколько фильмов[какие?] пытались подражать визуальным эффектам, стилю и интонации «Гладиатора» с разной степенью успеха. Фильм был проанализирован[кем?] на предмет его тем мести, насилия, мужественности и стоицизма. В 2021 году Скотт объявил, что начал работу над продолжением, релиз которого в США запланирован на 22 ноября 2024 года.
Фильм занял 92-е место в списке "100 лучших фильмов XXI века", составленном газетой The New York Times.

## Награды и номинации
- 2001 — 5 премий «Оскар»: лучший фильм (Дуглас Уик, Дэвид Францони, Бранко Лустиг), лучшая мужская роль (Рассел Кроу), лучший дизайн костюмов (Дженти Йетс), лучший звук (Скотт Миллан, Боб Бимер, Кен Уэстон), лучшие визуальные эффекты (Джон Нельсон, Нил Корбоулд, Тим Бёрк, Роберт Харви), а также 7 номинаций: лучший режиссёр (Ридли Скотт), лучшая мужская роль второго плана (Хоакин Феникс), лучший оригинальный сценарий (Дэвид Францони, Джон Логан, Уильям Николсон), лучшая музыка к фильму (Ханс Циммер), лучшая операторская работа (Джон Мэтисон), лучший монтаж (Пьетро Скалия), лучшая работа художника—постановщика (Артур Макс, Криспиан Саллис)
- 2001 — 2 премии «Золотой глобус»: лучший фильм — драма, лучшая музыка к фильму (Ханс Циммер, Лиза Джеррард), а также 3 номинации: лучший режиссёр (Ридли Скотт), лучшая мужская роль — драма (Рассел Кроу), лучшая мужская роль второго плана (Хоакин Феникс)
- 2001 — 4 премии BAFTA: лучший фильм (Дуглас Уик, Дэвид Францони, Бранко Лустиг), лучшая операторская работа (Джон Мэтисон), лучшая работа художника—постановщика (Артур Макс), лучший монтаж (Пьетро Скалия), а также 10 номинаций: лучший режиссёр (Ридли Скотт), лучшая мужская роль (Рассел Кроу), лучшая мужская роль второго плана (Хоакин Феникс и Оливер Рид), лучший оригинальный сценарий (Дэвид Францони, Джон Логан, Уильям Николсон), лучшая музыка к фильму (Ханс Циммер, Лиза Джеррард), лучшие визуальные эффекты (Джон Нельсон, Тим Бёрк, Роберт Харви, Нил Корбоулд), лучший грим и причёски (Пол Энгелен, Грэм Джонстон), лучший дизайн костюмов (Дженти Йетс), лучший звук (Кен Уэстон, Скотт Миллан, Боб Бимер, Пер Холлберг)
- 2001 — 6 премий «Выбор критиков»: лучший фильм, лучшая мужская роль (Рассел Кроу), лучшая мужская роль второго плана (Хоакин Феникс), лучшая музыка к фильму (Ханс Циммер), лучшая операторская работа (Джон Мэтисон), лучшая работа художника—постановщика (Артур Макс), а также номинация за лучшую режиссуру (Ридли Скотт, 2-е место)
- 2001 — 3 премии «Спутник»: лучшая музыка к фильму (Ханс Циммер, Лиза Джеррард), лучшая операторская работа (Джон Мэтисон), лучшие визуальные эффекты (Джон Нельсон), а также 7 номинаций: лучший фильм — драма, лучший режиссёр (Ридли Скотт), лучшая мужская роль — драма (Рассел Кроу), лучшая мужская роль второго плана — драма (Хоакин Феникс), лучший монтаж (Пьетро Скалия), лучшая работа художника—постановщика (Кит Пэйн), лучший дизайн костюмов (Дженти Йетс)
- 2001 — три номинации на премию Гильдии киноактёров США: лучшая мужская роль (Рассел Кроу), лучшая мужская роль второго плана (Хоакин Феникс), лучший актёрский состав
- 2001 — номинация на премию Гильдии режиссёров США за лучшую режиссуру художественного фильма (Ридли Скотт)
- 2001 — номинация на премию «Грэмми» за лучшую музыку к фильму (Лиза Джеррард, Ханс Циммер)
- 2001 — 6 номинаций на премию «Сатурн»: лучший приключенческий фильм, боевик или триллер, лучший режиссёр (Ридли Скотт), лучшая мужская роль (Рассел Кроу), лучший сценарий (Дэвид Францони, Джон Логан, Уильям Николсон), лучшая музыка к фильму (Ханс Циммер, Лиза Джеррард), лучший дизайн костюмов (Дженти Йетс),
- 2001 — премия канала MTV за лучший фильм, а также 5 номинаций: лучшая мужская роль (Рассел Кроу), лучший злодей (Хоакин Феникс), лучшая драка, лучшая экшн-сцена, лучшая реплика (Хоакин Феникс)
- 2000 — 2 премии Национального совета кинокритиков США: лучшая мужская роль второго плана (Хоакин Феникс), лучшая работа художника-постановщика (Артур Макс), а также попадание в десятку лучших фильмов года

Фильм входит в список «250 лучших фильмов по версии IMDb».

## Прототип главного героя
В 2008 году в пригороде Рима была обнаружена могила римского сенатора Марка Нония Макрина, который послужил прототипом Максимуса. Макрин был консулом и близким другом императора Марка Аврелия.

## Сиквел
Начиная с 2001 года разрабатываются разные варианты продолжения фильма. Проект был официально одобрен Paramount Pictures в 2018 году, в конце 2022 года появилась информация о скором начале съёмок. «Гладиатор 2» вышел в 2024 году.